# Azmatgarh
Azmatgarh é uma vila e uma nagar panchayat no distrito de Azamgarh, no estado indiano de Uttar Pradesh.

## Demografia
Segundo o censo de 2001, Azmatgarh tinha uma população de 11,101 habitantes. Os indivíduos do sexo masculino constituem 50% da população e os do sexo feminino 50%. Azmatgarh tem uma taxa de literacia de 42%, inferior à média nacional de 59.5%; com 62% para o sexo masculino e 38% para o sexo feminino. 21% da população está abaixo dos 6 anos de idade.